# Amastus bombycina
Amastus bombycina là một loài bướm đêm thuộc phân họ Arctiinae, họ Erebidae.